# Festuca dracomontana
Festuca dracomontana là một loài thực vật có hoa trong họ Hòa thảo. Loài này được H.P.Linder mô tả khoa học đầu tiên năm 1986.